# Conferència d'Asilomar sobre Intel·ligència artificial beneficiosa
La Conferència d'Asilomar sobre Intel·ligència artificial benficiosa fou un conferència organttzada pel Future of Life Institute, que va tenir lloc entre el 5 i el 8 de gener de 2017, en a Asilomar, California. Més de 100 líders mundials, entre els quals investigadors en intel·ligència artificial, científics, empresaris, filòsofs i juristes es van reunir per tal d'elaborar uns principis ètics per a la intel·ligència artificial i, especial per a la tecnoètica. En el debat hi van participar personalitats com Stephen Hawking. Yoshua Bengio, Francesca Rossi, Jeffrey Sachs, Erik Brynjolfsson, Anthony Romero, Daniel Kahneman, Eric Schmidt i Elon Musk Es va acordar l'elaboració dels anomentars 23 principis d'Asilomar sobre Intel·ligència artifical beneficiosa que són avui el model de l'acció moral en aquest àmbit.